# Mena (Arkansas)
Mena is een plaats (city) in de Amerikaanse staat Arkansas, en valt bestuurlijk gezien onder Polk County.

## Demografie
Bij de volkstelling in 2000 werd het aantal inwoners vastgesteld op 5637.
In 2006 is het aantal inwoners door het United States Census Bureau geschat op 5634, een daling van 3 (-0.1%).

## Geografie
Volgens het United States Census Bureau beslaat de plaats een oppervlakte van
17,6 km², waarvan 17,5 km² land en 0,1 km² water. Mena ligt op ongeveer 336 m boven zeeniveau.

## Plaatsen in de nabije omgeving
De onderstaande figuur toont nabijgelegen plaatsen in een straal van 40 km rond Mena.